# 木村聖哉 (ライター)
木村 聖哉（きむら せいや、1940年 - ）はフリーライター。

## 経歴
中国・大連生まれ。同志社大学文学部社会学科卒。大阪労音事務局、「話の特集編集室」等を経てフリーに。
ハンセン病であった藤本としの同名随筆集を、ひとり芝居とした結純子「地面の底がぬけたんです」公演プロデューサー。

## 著書

### 単著
- 添田唖蝉坊・知道 : 演歌二代風狂伝 木村聖哉 著 リブロポート  1987(シリーズ民間日本学者 ; 6)
- 国松藤一その軌跡と人物群像 木村聖哉 著 国松藤一追悼の書刊行会  1988
- 竹中労・無頼の哀しみ 木村聖哉 著 現代書館  1999

### 共著
- 「むすびの家」物語 : ワークキャンプに賭けた青春群像 木村聖哉,鶴見俊輔 著 岩波書店  1997(シリーズー生きる)
- 冷蔵庫 : 往復書簡 5 木村聖哉, 麻生芳伸 [著] 紅ファクトリー  1999
- 冷蔵庫 : 往復書簡 7 木村聖哉, 麻生芳伸 筆 紅ファクトリー  2003
- 冷蔵庫 : 往復書簡 8 麻生芳伸, 木村聖哉 筆 紅ファクトリー  2005
- ハンセン病に向きあって 木村聖哉, 湯浅進, 黒川創 著 編集グループSure 2016(鶴見俊輔さんの仕事 ; 1)